# Сен-Вігор-де-Мезере
Сен-Віго́р-де-Мезере́, Сен-Віґор-де-Мезере (фр. Saint-Vigor-des-Mézerets) — колишній муніципалітет у Франції, у регіоні Нормандія, департамент Кальвадос. Населення — 238 осіб (2011).
Муніципалітет був розташований на відстані близько 220 км на захід від Парижа, 37 км на південний захід від Кана.

## Історія
До 2015 року муніципалітет перебував у складі регіону Нижня Нормандія. Від 1 січня 2016 року належав до нового об'єднаного регіону Нормандія.
1 січня 2017 року Сен-Вігор-де-Мезере, Лассі i Сен-Жан-ле-Блан було об'єднано в новий муніципалітет Терр-де-Дрюанс.

## Демографія
Динаміка населення (Insee ):
Розподіл населення за віком та статтю (2006):
| Стать | Всього | До 15 років | 15-24 | 25-44 | 45-64 | 65-85 | Понад 85 |
| --- | ------ | ----------- | ----- | ----- | ----- | ----- | -------- |
| Чоловіки | 132    | 32          | 8     | 44    | 40    | 8     | 0        |
| Жінки | 116    | 20          | 16    | 40    | 24    | 16    | 0        |
| \| Статево-вікова піраміда \| Статево-вікова піраміда \| Статево-вікова піраміда \| \| ----------------------- \| ----------------------- \| ----------------------- \| \| Чоловіки \| Вік \| Жінки \| \| 0 \| 85 + \| 0 \| \| 0 \| 80-84 \| 8 \| \| 0 \| 75-79 \| 0 \| \| 8 \| 70-74 \| 4 \| \| 0 \| 65-69 \| 4 \| \| 4 \| 60-64 \| 4 \| \| 12 \| 55-59 \| 8 \| \| 4 \| 50-54 \| 0 \| \| 20 \| 45-49 \| 12 \| \| 16 \| 40-44 \| 20 \| \| 12 \| 35-39 \| 12 \| \| 12 \| 30-34 \| 0 \| \| 4 \| 25-29 \| 8 \| \| 4 \| 20-24 \| 4 \| \| 4 \| 15-20 \| 12 \| \| 24 \| 10-14 \| 8 \| \| 4 \| 5-9 \| 8 \| \| 4 \| 0-4 \| 4 \| |        |             |       |       |       |       |          |
| Статево-вікова піраміда |        |             |       |       |       |       |          |
| Чоловіки | Вік    | Жінки       |       |       |       |       |          |
| 0 | 85 +   | 0           |       |       |       |       |          |
| 0 | 80-84  | 8           |       |       |       |       |          |
| 0 | 75-79  | 0           |       |       |       |       |          |
| 8 | 70-74  | 4           |       |       |       |       |          |
| 0 | 65-69  | 4           |       |       |       |       |          |
| 4 | 60-64  | 4           |       |       |       |       |          |
| 12 | 55-59  | 8           |       |       |       |       |          |
| 4 | 50-54  | 0           |       |       |       |       |          |
| 20 | 45-49  | 12          |       |       |       |       |          |
| 16 | 40-44  | 20          |       |       |       |       |          |
| 12 | 35-39  | 12          |       |       |       |       |          |
| 12 | 30-34  | 0           |       |       |       |       |          |
| 4 | 25-29  | 8           |       |       |       |       |          |
| 4 | 20-24  | 4           |       |       |       |       |          |
| 4 | 15-20  | 12          |       |       |       |       |          |
| 24 | 10-14  | 8           |       |       |       |       |          |
| 4 | 5-9    | 8           |       |       |       |       |          |
| 4 | 0-4    | 4           |       |       |       |       |          |

## Економіка
2010 року серед 159 осіб працездатного віку (15—64 років) 131 була активною, 28 — неактивними (показник активності 82,4%, у 1999 році було 73,5%). З 131 активної мешканців працювали 122 особи (74 чоловіки та 48 жінок), безробітними було 9 (4 чоловіки та 5 жінок). Серед 28 неактивних 13 осіб було учнями чи студентами, 8 — пенсіонерами, 7 були неактивними з інших причин.

У 2010 році в муніципалітеті числилось 102 оподатковані домогосподарства, у яких проживали 243,0 особи, медіана доходів виносила 13 055 євро на одного особоспоживача